# 夢喰いメリーのキャラクターソング
「夢喰いメリーのキャラクターソング」（ゆめくいメリーのキャラクターソング）では、テレビアニメ『夢喰いメリー』のキャラクターソングシングルシリーズについて記述する。

## 概要
テレビアニメ『夢喰いメリー』のキャラクターソング。2010年12月29日にコミックマーケット79の限定CD「幻界と現界と初夢と 〜Character Songs & Remixes〜」が発売された後、2011年1月26日に主題歌CD「ユメとキボーとアシタのアタシ」が、 2月25日と3月16日にそれぞれ橘勇魚と藤原夢路、エンギ・スリーピースと光凪由衣がポニーキャニオンからリリースされた。

## リリース一覧

### 幻界と現界と初夢と 〜Character Songs & Remixes〜
1. 初夢チョコドーナツ
歌：メリー・ナイトメア（佐倉綾音）
作詞：夕野ヨシミ（IOSYS）、作曲・編曲：uno（IOSYS）
2. 朝日の扉
歌：橘勇魚（茅野愛衣）
作詞：オミ織葉（IOSYS）、作曲・編曲：minami（IOSYS）
3. 初夢チョコドーナツ（OTAKU-ELITE Hatsuyume Breaks）
歌：メリー・ナイトメア（佐倉綾音）
作詞：夕野ヨシミ（IOSYS）、作曲・編曲：uno（IOSYS）、リミックス:D.watt（IOSYS）
4. 朝日の扉（エレクトロハウスミックス）
歌：橘勇魚（茅野愛衣）
作詞：オミ織葉、作曲・編曲：minami、リミックス:ARM （IOSYS）
5. FBグリッチョ賛歌（アメコミックス） 
歌：風雅なおと
作詞：サエキけんぞう、作曲・編曲：奥慶一、リミックス:ARM

### ユメとキボーとアシタのアタシ
2011年1月26日にポニーキャニオンから「Daydream Syndrome」と同時リリースされたシングル。表題曲「ユメとキボーとアシタのアタシ」は、テレビアニメ『夢喰いメリー』のエンディングテーマになっており、同アニメでメリー・ナイトメアを充てている佐倉綾音が歌っている。ジャケットには、ベンチに座ってドーナツを食べているメリー・ナイトメアのイラストがプリントされている。1曲目の「ユメとキボーとアシタのアタシ」は、電子楽器も駆使したアップテンポな曲に仕上がっているが、カップリングである「夢の帰り道」は、それとは正反対の明るい曲になっている。
1. ユメとキボーとアシタのアタシ [3:57]
はかせ（IOSYS）、作曲・編曲：ARM（IOSYS）
2. 夢の帰り道 [4:31]
作詞：オミ織葉、作曲・編曲：minami（IOSYS）
3. ユメとキボーとアシタのアタシ（Instrumental）
4. 夢の帰り道（Instrumental）

### 夢喰いメリー キャラクターソング 橘勇魚
1. 遠くにいても [4:20]
作詞:はかせ、作曲・編曲：void
2. パステルマキアート [5:00]
作詞:夕野ヨシミ、作曲・編曲:uno
3. 遠くにいても（Instrumental）
4. パステルマキアート （Instrumental）

### 夢喰いメリー キャラクターソング 藤原夢路
1. 終わらない夜を [4:02]
作詞:夕野ヨシミ、作曲・編曲:void
2. 何色インユアドリーム [4:52]
作詞:七条レタス、作曲・編曲:D．watt
3. 終わらない夜を （Instrumental）
4. 何色インユアドリーム （Instrumental）

### 夢喰いメリー キャラクターソング エンギ・スリーピース
1. 月下の仇刃花 [4:41]
作詞:龍波しゅういち、作曲・編曲:狐夢想
2. 夢で逢いましょう [4:42]
作詞:天乙准花、作曲・編曲:nyanyannya
3. 月下の仇刃花（Instrumental）
4. 夢で逢いましょう （Instrumental）

### 夢喰いメリー キャラクターソング 光凪由衣
1. ツナガル輪 [3:48]
作詞:オミ織葉、作曲・編曲:minami
2. ケミカル・マジカル・クッキング [4:31]
作詞:夕野ヨシミ、作曲・編曲:SRM
3. ツナガル輪（Instrumental）
4. ケミカル・マジカル・クッキング （Instrumental）